# Francisco Rodríguez Brito
Francisco Rodríguez Brito (castellà: Francisco Rodríguez)  (Cumaná, 20 de setembre de 1945 - 23 d'abril de 2024) fou un boxejador veneçolà que va competir durant les dècades de 1960 i 1970. Era conegut amb el sobrenom de "Morochito" i fou el primer campió olímpic veneçolà.
El 1968 va prendre part en els Jocs Olímpics d'Estiu de Ciutat de Mèxic, on guanyà la medalla d'or en la categoria del pes minimosca del programa de boxa. Quatre anys més tard, als Jocs de Munic, fou l'abanderat veneçolà en la cerimònia inaugural, mentre en la prova del pes minimosca quedà eliminat en sèries. En el seu palmarès també destaquen dues medalles d'or als Jocs Panamericans, el 1967 i 1971, i una d'or als Jocs Centreamericans i del Carib de 1970.
El seu rècord amateur fou de 266 victòries i 4 derrotes. Mai passà al professionalisme, tot i que inicialment havia firmat un contracte, però se'n va desdir davant els precs de la seva mare en veure un combat de boxa professional.